# Kenyentulus hauseri
Kenyentulus hauseri är en urinsektsart som beskrevs av Imadaté 1991. Kenyentulus hauseri ingår i släktet Kenyentulus och familjen lönntrevfotingar. Inga underarter finns listade i Catalogue of Life.